# Bach-Collegium Stuttgart
Das Bach-Collegium Stuttgart war ein Instrumentalensemble, das 1965 von dem Kirchenmusiker Helmuth Rilling gegründet wurde und als musikalischer Begleiter der 1954 von Rilling gegründeten Gächinger Kantorei Stuttgart auftrat. Die beiden Ensembles standen seit 1981 unter der Trägerschaft der ebenfalls von Rilling gegründeten Internationalen Bachakademie Stuttgart.
Unter Rillings Nachfolger Hans-Christoph Rademann wurde die Gächinger Kantorei Stuttgart reformiert und das Bach-Collegium Stuttgart durch ein neu gegründetes Barockorchester ersetzt. Nach Rademanns Verständnis sind der Chor und das Orchester ein einziges, zusammengehöriges Ensemble. Seit 2016 treten sie unter dem gemeinsamen Namen Gaechinger Cantorey auf.

## Aktivitäten
Das Bach-Collegium war kein Berufsensemble, sondern fand sich projektbezogen zusammen. Die Musiker des Ensembles verfügten über reichhaltige Erfahrung, da sie zumeist als Solisten verschiedener Spitzenorchester tätig waren. Vornehmlich bekannt war das Ensemble für seinen formalen Kenntnisschatz und seine stilistischen Fertigkeiten bei der Interpretation von Barockmusik.
Das Bach-Collegium arbeitete mit der ebenfalls in Stuttgart ansässigen Gächinger Kantorei Stuttgart zusammen. Die gemeinsamen Projekte bestanden in Konzerten, darunter auch Fernsehproduktionen, und Einspielungen insbesondere der Werke von Johann Sebastian Bach. Dabei entstand eine Gesamteinspielung von Bachs geistlichen Kantaten und Oratorien.
Beide Institutionen gingen auf In- und Auslandstourneen, so beispielsweise zu den Salzburger Festspielen, Festwochen in Wien und Berlin, Bachfesten in London, Prag, Luzern, Straßburg. Pädagogische und wissenschaftliche Arbeiten bestanden in der Aufstellung von Lehrprogrammen für die Internationale Bachakademie Stuttgart. Rilling nahm weltweit Lehraufträge in verschiedenen Bachakademien wahr.